# 崔澹
崔澹（?—?），字知止，唐朝博陵郡安平县（今河北省衡水市安平县）人，出自博陵崔氏第二房，崔恭礼的六世孙，同州刺史崔颋之孙，河中節度使崔璵之子。
崔澹在大中十三年（858年），崔澹登进士第，举止秀美超逸，时称他是玉中的冠军。官至礼部员外郎。当时士大夫以流品相尚，推名德之人为首。咸通年间，公推李都为大龙甲，崔澹的堂兄弟崔涓豪放不得选，虽然有所克制，犹不许参与，而崔澹名列其中。
咸通十一年（870年），唐懿宗以吏部尚书萧邺、吏部侍郎于德孙、吏部侍郎杨知温考官；司勋员外郎李耀、礼部员外郎崔澹等考试应宏词选人。乾符二年（875年）二月，唐僖宗以翰林学士崔澹为中书舍人。乾符四年（877年）九月，以中书舍人崔澹权知贡举。乾符五年（878年）南诏派遣大臣赵宗政来唐朝请求和亲，没有给皇帝上表文，让官员上牒文于唐朝中书门下，请求对唐朝皇帝称弟而不称臣。唐僖宗下诏请百官议论，礼部侍郎崔澹等人认为：“南诏王骄横僭越，实属无礼，西川节度使高骈不识大体，因为僧人的主意，就卑辞诱来南诏使者，如果听从南诏的请求，恐怕要垂笑于后代。”高骈得知后，上表朝廷与崔澹争辩，唐僖宗下诏劝谕高骈，解释此事。乾符六年（879年）三月，以吏部侍郎崔沆、崔澹试宏词选人，驾部郎中卢蕰、刑部郎中郑顼为考官。赵宗政回到南诏时，西川节度使崔安潜上表朝廷，赞同崔澹，不同意和亲。宰相卢携等人却认为这是与南诏和解的机会。于是唐僖宗令作诏书赐予西川节度使陈敬瑄，准许与南诏和亲，而不必强求其向唐朝称臣。崔澹最后官至吏部侍郎。其子崔遠。